# Prince-Regent-Nationalpark
Der Prince-Regent-Nationalpark (englisch: Price Regent National Park) ist ein Nationalpark in der Kimberley-Region im Nordwesten von Western Australia. Der Nationalpark ist von der UNESCO als Prince Regent River Biosphere Reserve eingetragen worden. Er ist mit dem im Norden angrenzenden Mitchell-River-Nationalpark gemeinsam als Important Bird Area anerkannt.
Bei diesem 5764 km² große Nationalpark handelt sich um eines der entlegensten Gebiete Australiens, ein Gebiet, das von der europäischen Besiedlung nahezu unberührt blieb. Heute noch ist es lediglich mit Schiffen oder Flugzeugen erreichbar.

## Name und Entdeckungsgeschichte
Im Jahr 1820 fuhr der Entdeckungsreisende Phillip Parker King als erster Europäer mit seinem Schiff HMS Mermaid in den Prince Regent River ein, den er nach dem damaligen Prinzregenten Georg aus Hannover, den späteren König Georg IV des Vereinigten Königreichs Großbritannien und Irland und König von Hannover den Namen gab. Weitere Namen, die auf Georg IV Bezug nehmen, sind das St. George Basin, die Hannover Bay und die Braunschweig Bay.

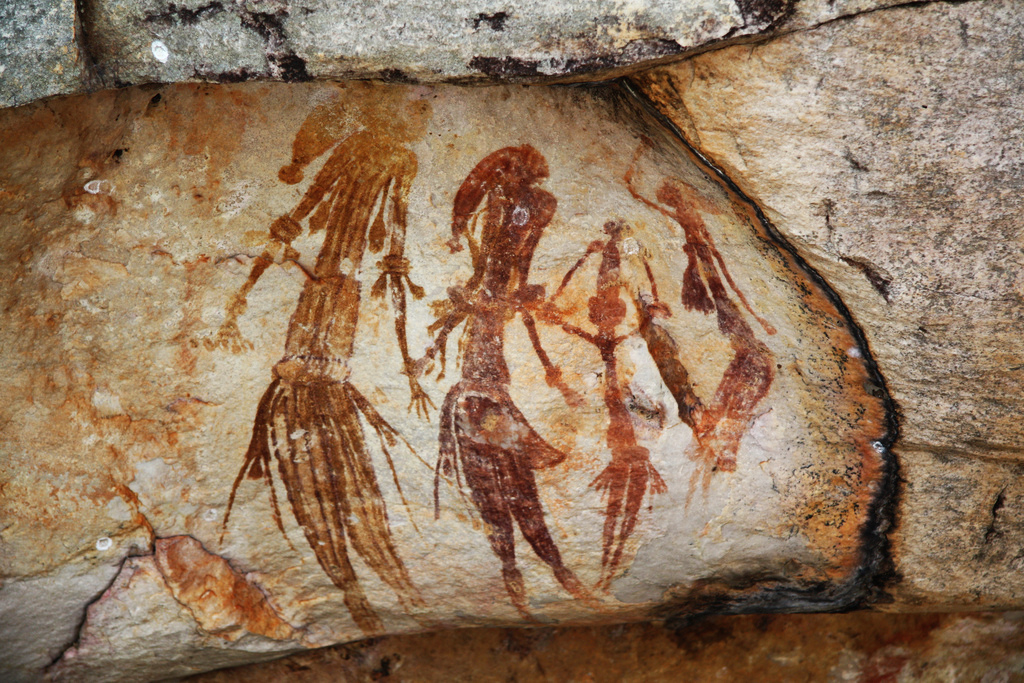
Bradshaw-Felsenmalerei

Der erste Siedler, der sich in der Gegend niederließ, war Joseph Bradshaw im Jahr 1890 und die Marigui Homestead am Fluss errichtete. Seine landwirtschaftlichen Bemühungen waren wenig erfolgreich, aber er entdeckte die frühzeitlichen Bradshaw-Malereien, die seinen Namen erhielten und eine eigene Art der Felsenmalerei darstellen. Von diesen Motiven soll es mehr 100.000 Exemplare in der Kimberley-Region geben, die auf ein Alter von mehr als 50.000 Jahren geschätzt werden.

## Geografie
Der Park erstreckt sich über das Wassereinzugsgebiet des Prince Regent River. Im Norden des Parks schließt sich der Mitchell-River-Nationalpark an. Der Nationalpark befindet sich weitab von menschlichen Besiedlungen, er ist eine Wildnis. Der Zugang zum Park ist lediglich mit Flugzeugen oder mit Booten möglich. Die Küstenlandschaft ist von einem starken Tidenhub betroffen. Touristen erreichen den Nationalpark meist auf Schiffen, die hauptsächlich entweder in Broome oder Darwin ablegen.

## Klima
Das Klima in der Kimberley-Region ist von Oktober bis März durch heftige Monsunregen geprägt. Außerhalb dieser Zeiten ist das Gebiet nahezu regenfrei und trocken. Die Temperaturen sind das gesamte Jahr über hoch und reichen von 25 °C bis 35 °C.

## Landschaft
Die Landschaft des Parks ist von Regenwäldern und Formationen aus Sandstein geprägt. Die steinernen Berge und Klippen, die in der Landschaft aufragen, sind beispielsweise die beeindruckenden Kings Cascades, Pitta Gorge, Mount Trafalgar und Python Cliffs. Das Wasser in den Bächen und Flüssen bahnt sich seinen Weg durch zahlreiche Schluchten und bildet viele Wasserfälle. In den Wassern und in den Küstenregionen befinden sich zahlreiche Salzwasserkrokodile und Fische.
Die traditionellen Besitzer sind die Aborigines der Worora, die über ein Landrecht verfügen, den sogenannten Uunguu Native Title.

## Flora und Fauna
Mehr als die Hälfte der Säugetiere und Vögel in der Kimberley-Region leben in diesem Nationalpark und mehr als 500 Pflanzenarten wurden gezählt. Der Nationalpark ist von der UNESCO als Prince Regent River Biosphere Reserve eingetragen worden. Aufgrund seiner Artenvielfalt ist der Nationalpark mit dem Michell-River-Nationalpark gemeinsam als Prince Regent and Mitchell River Important Bird Area ausgewiesen.